# Шаповалов, Иосиф Миронович
Иосиф Миронович Шаповалов (24 октября 1904 — 1978) — советский военный железнодорожник, полковник, Герой Социалистического Труда.

## Биография
Родился 24 октября 1904 года в городе Казатин в семье железнодорожника. Окончил три класса казатинской школы. С детства помогал отцу на водокачке, в шестнадцать лет стал учеником курсов по подготовке слесарей в депо Казатин. Работал помощником слесаря среднего ремонта локомотивов депо Киев-1, там же в мае 1924 года стал поездным кочегаром паровоза.
Работая в депо, он постоянно пополнял знания, окончив в 1924 году два курса вечерней школы в Киеве, одновременно осваивал работу механика. С августа 1925 года Иосиф Миронович — помощник машиниста пассажирского локомотива. Через три года ему доверили управление паровозом в своём депо. Он окончил рабфак и в 1932 году — мостовой факультет Киевского политехнического института. Поработал прорабом по устройству плотины через реку Ташлык у станции Помошная, затем заместителем начальника службы пути станции Белокоровичи.
В ноябре 1933 года был призван в Красную Армию. Был направлен на одногодичные курсы подготовки командного состава в 13-й корпусной артиллерийский полк Уральского военного округа. Здесь учли его специальность мостовика и перевели в 6-й железнодорожный полк в Киевском Особом военном округе, где он служил старшим техником штаба. В 1934 году вступил в ВКП(б)/КПСС. С января 1939 года — помощник командира мостового батальона Учебно-опытного железнодорожного полка. В конце 1939 года во время войны с Финляндией он уже старший инженер западного участка строительства железнодорожной линии Петрозаводск — Суоярви на Северо-Западном фронте. В прифронтовой полосе через непроходимые леса, громадные валуны, карельские болота. Линия была построена в короткий срок, и по ней пошли бронепоезда.
Великую Отечественную войну капитан Шаповалов встретил на посту командира 7-го отдельного мостового железнодорожного батальона. Приходилось вести только заградительные работы на Северо-Западном и Волховском фронтах. С начала контрнаступления войск Западного, Юго-Западного и Калининского фронтов под Москвой военным железнодорожникам пришлось уже восстанавливать железные дороги на освобождённой территории. Зимой 1941—1942 годов мостовики Шаповалова в короткий срок восстановили двухпутный мостовой переход через Волгу, где из шести пролётов было разрушено три и имелись значительные повреждения опор. Мост начал пропускать воинские эшелоны раньше срока. Быстрое восстановление моста через Волгу способствовало обеспечению наступавших войск пополнением, боеприпасами и всем необходимым. Командир батальона был награждён орденом Красной Звезды.
В марте 1942 года был назначен командиром 4-го мостового железнодорожного полка. От моста к мосту накапливался опыт восстановительных работ. В январе 1943 года полк майора Шаповалова был переброшен на Воронежский фронт. Требовалось срочно восстанавливать мосты в полосе наступления, чтобы обеспечить подвоз боеприпасов и освобождавшихся из под Сталинграда частей Донского фронта.
Первым объектом стал через реку Дон у города Лиски, через который шла прямая линия Поворино — Валуйки, по которой нужно было срочно перебросить освобождавшиеся под Сталинградом войска. При восстановлении мостов чаще всего затруднения в работе вызывались возведением опор. Под руководством майора Шаповалова и военного инженера 3-го ранга Шитникова во фронтовых условиях была выполнена работа по созданию проекта оригинальных рамно-блочных опор. Этот метод и был применён при возрождении моста через Дон, а затем широко использовался в других частях железнодорожных войск. Ранее Шаповалов разработал конструкцию деревянной фермы некрупных мостов, как правило, из местных материалов, даже поковки в значительной мере заготовлялись из трофейного металла. Сам изобретатель, командир поддерживал творческие поиски умельцев своего полка.
Двухпутный мост от Лисок на Ростов был разрушен полностью, а на Валуйки из 12 пролётных строений целыми остались пять, уцелели многие промежуточные опоры. Ремонт, усиление и перекатка пролётных строений — это самые ответственные и сложные операции, здесь нужно было уцелевшие трехсоттонные пролётные строения переставить на место взорванных, передвинуть на десятки метров вдоль и поперёк оси моста. При сильном морозе отказал компрессор, отказали также и гидродомкраты. Умельцы полка изменили конструкцию клапанов у насосов, изменения состава горючего и трофейные копры вновь заработали. В результате Лискинский мост был восстановлен досрочно.
Затем два батальона полка восстанавливали мост через реку Чёрная Калитва. Проектировщики наметили строить мост на обходе, но Шаповалов с учётом накопленного опыта тщательно изучил обстановку и решил восстановить мост на прежнем месте. Командир полка приказал поднять разорванное на три части пролётное строение и установить под ними дополнительные опоры. Стараясь закончить работы до начала ледохода, люди не прекращали работы ни днём, ни ночью. Командир полка всегда находился на самых сложных и ответственных участках работ.
В марте майор Шаповалов был утвержден начальником работ по восстановлению моста через реку Дон у города Семилуки. Мост общей длиной 310 метров и высотой 16 метров был полностью разрушен. Стройка был под постоянным контролем ставки, ведь шла подготовка к летнему наступлению, к Курской битве. Шаповалов ежедневно докладывал наркому Кагановичу о ходе работ. 22 апреля 1943 года мост у Семилук прошёл испытания и был введён в эксплуатацию. В августе 1943 года подполковник Шаповалов со своим полком убыл на Белорусский фронт.

Указом Президиума Верховного Совета СССР от 5 ноября 1943 года «за особые заслуги в обеспечении перевозок для фронта и народного хозяйства и выдающиеся достижения в восстановлении железнодорожного хозяйства в трудных условиях военного времени» старшине Тютюшкину Семёну Фоковичу присвоено звание Героя Социалистического Труда с вручением ордена Ленина (№ 18673) и золотой медали «Серп и Молот» (№ 195).
Только летом 1944 года в Кремле Шаповлову вручили сразу два ордена Ленина и золотую медаль «Серп и Молот», которые не были получены им ранее «вследствие отдалённости работы».
Осенью 1944 года Шаповалов командовал 15-м отдельным мостовым железнодорожным полком специального назначения, войну закончил в звании полковника.
После войны продолжил службу в железнодорожных войсках. Ему довелось капитально восстанавливать мост через Днепр у Черкасс. Навесным способом было смонтировано 2500 тонн пролётных строений. Механизация работ, важные технические усовершенствования и передовая технология позволили здесь ускорить сроки окончания строительства и сэкономить свыше 6 миллионов рублей.
Но в 1950 году чрезвычайное происшествие в вверенной ему части круто изменило судьбу офицера. В ночь на 8 марта 1950 года в трюме одной из барж, где размещались мостовики, возник пожар и погибло 15 военнослужащих. И хотя ЧП произошло во время командировки Шаповалова, отвечать пришлось именно ему. И людей он разместил приказом в неприспособленных помещениях, и приказал там поставить зимой печки… К тому у него нашли и незаконно хранившееся с войны оружие: пару пистолетов и даже автоматы. Он был снят с должности, исключен из партии. 19 июля 1950 года Военным трибуналом Московского военного округа Шаповалов был осуждён к 25 годам лишения свободы с поражением в правах и лишением воинского звания «полковник». Военная коллегия Верховного Суда оставила приговор без изменений, и 21 августа 1951 года его лишили всех боевых наград и звания Героя.
В апреле 1953 года по протесту Генерального прокурора СССР Пленумом Верховного Суда мера наказания была снижена до 10 лет без поражения в правах и лишения воинского звания. В том же году он был освобождён по амнистии.
Вернулся в железнодорожные войска. Самоотверженно трудился на строительстве Трансмонгольской железнодорожной магистрали от столицы Монголии Улан-Батора до станции Дзамын-Удэ на монгольско-китайской границе. Был начальником производственного отдела стройки. В декабре 1955 года магистраль была введена в постоянную эксплуатацию. Его труд в Монголии был отмечен медалью «За трудовую доблесть» и монгольским орденом. В 1960 году вновь стал членом КПСС.
В мае 1962 года полковник Шаповалов по болезни уволился в запас. Жил в городе Киеве. Ещё долгие годы трудился в одной из воинских частей. Только 29 мая 1968 года Президиум Верховного Совета СССР восстановил его в звании Героя Социалистического Труда и правах на боевые награды.
Скончался в 1978 году. Похоронен на Байковом кладбище города Киева.

## Награды
- Медаль «Серп и молот»
- Два Ордена Ленина
- Два ордена Красного Знамени
- Три ордена Красной Звезды
- медали
- монгольский орден